# Revsmörblomma
Revsmörblomma (Ranunculus repens) är en art i familjen ranunkelväxter.

## Beskrivning
Revsmörblommans stjälk är köttig och bildar många ovanjordiska utlöpare som kan rota sig och bilda nya plantor. Dess mörkgröna blad är skaftade och sitter i en rosett vid basen. Revsmörblomma blommar från maj till juli, med stora ensamma blommor.

## Utbredning och habitat
Revsmörblomman förekommer naturligt i Eurasien och i norra Afrika. Den är vanlig i hela Sverige och växer vanligtvis på fuktiga jordar, såsom stränder, diken, hyggen och fuktängar.

## Sorter
Den vilda växten är ett besvärligt ogräs, men det finns några namnsorter som kan användas som trädgårdsväxter:
'Boraston O.S.'
'Broken Egg'
'Buttered Popcorn'
'Cat's Eyes'
'Creeping Beauty'
'Dinah Myte'
'Gathering Gloom'
'Gloria Spale'
'Hortensis' - kallas prinsens knappar på svenska.
'In Vein'
'Joe's Golden'
'Justin Time'
'Little Creep'
'Pleniflorus'
'Snowdrift'
'Time Bomb'
'Timothy Clark'

## Synonymer
Ranunculastrum repens (L.) Fourr.
Ranunculastrum reptabundum Fourr. nom. invalid.
Ranunculus flagellifolius Nakai
Ranunculus infestus Salisb. nom. illeg.
Ranunculus lagascanus DC.
Ranunculus lucidus Poir. in Lam.
Ranunculus oenanthifolius Ten. & Guss.
Ranunculus prostratus Poir. in Lam.
Ranunculus pubescens Lag. 	nom. illeg.
Ranunculus repens proles prostratus (Poir.) Bonnier
Ranunculus repens proles reptabundus Rouy & Foucaud
Ranunculus repens subsp. reptabundus (Rouy & Foucaud) P.Fourn.
Ranunculus repens var. albomaculatus N.H.F.Desp.
Ranunculus repens var. elatior Coss. & Germ.
Ranunculus repens var. erectus DC.
Ranunculus repens var. glabratus DC.
Ranunculus repens var. lucidus (Poir.) N.H.F.Desp.
Ranunculus repens var. villosus Lamotte
Ranunculus reptabundus Jord. nom. illeg.